# With Apologies to Jesse Jackson
With Apologies to Jesse Jackson is aflevering #1101 van de animatieserie South Park. Het is de 154e aflevering en de eerste aflevering van seizoen 11. De aflevering werd in Amerika voor het eerst uitgezonden op 7 maart 2007.

## Verhaal
In deze eerste aflevering van het 11e seizoen van South Park doet Randy Marsh, de vader van Stan, mee aan het Rad van Fortuin. In de finale doet hij mee voor de hoofdprijs maar hij raadt de opgave fout. Op de vraagstelling "Mensen die u irriteren" met de letters N_GGERS antwoordt hij "niggers" in plaats van "naggers" (klagers) met alle gevolgen van dien. Hij wordt in de volksmond van South Park al gauw "the nigger guy" genoemd en uitgesloten van de samenleving. Ook zijn familie lijdt hieronder; zo heeft Stan ruzie met Token, zijn Afro-Amerikaanse klasgenoot. Door excuses te maken bij Jesse Jackson hoopt Randy zijn problemen op te lossen. Het helpt echter niet - Randy wordt nog steeds buitengesloten.
Ondertussen krijgt Cartman ruzie met Dr. David Nelson, een dwerg die veel boeken over acceptatie en tolerantie heeft geschreven. Cartman barst in lachen uit zodra Nelson verschijnt en blijft dat doen, elke keer dat hij hem ziet. Nelson zegt dat Cartmans woorden hem niets doen en laat de andere kinderen Eric "vetzak" noemen. Cartman wordt eerst boos, maar zodra hij Dr. Nelson ziet, barst hij weer in lachen uit.
Randy wordt op een gegeven moment bijna neergeschoten vanwege het nigger-incident. Dan duikt er echter een groep op die bestaat uit andere "nigger guys", zoals Michael Richards en Mark Fuhrman. Ze willen dat Randy ook bij hun club komt. Ze stappen samen naar het Congres en zorgen ervoor dat het woord "nigger guy" wordt verbannen zodat ze eindelijk terug kunnen keren in de maatschappij. Een televisieverslaggever die vertelt over de gebeurtenis wordt al direct gearresteerd als hij "nigger guy" zegt.
Intussen gaan Cartman en Dr. Nelson op de vuist. Cartman werkt Nelson tegen de grond en laat hem "uncle" en "Carol Anne, don't go into the light!" zeggen. Nadat Cartman hem verslagen te hebben, beweert Nelson gewonnen te hebben en zegt dat hij zijn punt duidelijk heeft kunnen maken, waarna hij weggaat. Stan en Kyle snappen zijn punt niet, waarna Stan tot de conclusie komt dat het niet begrijpen van het punt, het punt is. Hij stapt naar Token en legt uit dat hij als blanke jongen, nooit zal begrijpen hoe het heeft gevoeld voor Token, die daarop antwoordt dat Stan eindelijk begrijpt dat hij het niet begrijpt.

## Trivia
- De stem van Dr. David Nelson werd ingesproken door Trey Parker met behulp van helium.
- De muziek die te horen is tijdens het gevecht tussen Cartman en Dr. Nelson is "Down with the Sickness" van Disturbed.